# Nazionale femminile under 17 di calcio della Germania
La Nazionale femminile under 17 di calcio della Germania, in tedesco deutsche Fußball-Nationalmannschaft der U-17-Juniorinnen, è la rappresentativa calcistica femminile internazionale della Germania formata da giocatrici al di sotto dei 17 anni, gestita dalla Federazione calcistica della Germania (Deutscher Fußball-Bund - DFB).
Come membro dell'Union of European Football Associations (UEFA) partecipa a vari tornei di calcio giovanili internazionali riservati alla categoria, come al Campionato mondiale FIFA Under-17, Campionato europeo UEFA under 17 e ai tornei a invito come la Nordic Cup e l'italiano Torneo dei Gironi.
Con le sue otto vittorie al Campionato europeo di categoria è la selezione nazionale femminile under 17 più titolata dell'area UEFA.

## Partecipazioni ai tornei internazionali

### Piazzamenti agli Europei Under-17
- 2008: Campione
- 2009: Campione
- 2010: Terzo posto
- 2011: Terzo posto
- 2012: Campione
- 2013: Non qualificata
- 2014: Campione
- 2015: Semifinali
- 2016: Campione
- 2017: Campione
- 2018: Secondo posto
- 2019: Campione
- 2020 - 2021: Tornei cancellati
- 2022: Campione
- 2023: Fase a gironi

### Piazzamenti ai Mondiali Under-17
- 2008: Terzo posto
- 2010: Quarti di finale
- 2012: Quarto posto
- 2014: Primo turno
- 2016: Quarti di finale
- 2018: Quarti di finale
- 2022: Quarto posto

## Tutte le rose
Campionato d'Europa femminile U-17 UEFA 20141 Hanemann, 2 Brandenburg, 3 Karl, 4 Löber, 5 Fellhauer, 6 Matheis, 7 Ehegötz, 8 Meier, 9 Widak, 10 Sehan, 11 Özkanca, 12 Brandt, 13 Hartig, 14 Stenzel, 15 Walkling, 16 Specht, 17 Ott, 18 Dick, 21 Pauels, CT: Bernhard